# Ермолов, Николай Григорьевич
Николай Григорьевич Ермолов (1912, село Щепкино Курской губернии, теперь Рыльский район Курской области, Российская Федерация — 16 декабря 1992, город Москва, Российская Федерация) — советский деятель органов государственной безопасности, 2-й секретарь Ворошиловградского обкома КП(б)В, председатель КГБ при СМ Киргизской ССР.

## Биография
Родился в семье крестьянина-середняка. В 1931 году окончил школу-девятилетку в селе Крупец на Курщине. Член ВЛКСМ.
В июне — июле 1931 г. — каменщик на строительстве Запорожского алюминиевого комбината. В июле 1931 — августе 1932 г. — заместитель секретаря комитета комсомола на строительстве Запорожского алюминиевого комбината.
В августе 1932 — в мае 1938 г. — студент Днепропетровского металлургического института.
В мае — ноябре 1938 г. — инженер Никопольского трубного завода в Днепропетровской области.
В ноябре 1938 — сентябре 1939 г. — курсант-однолетник 136-го гаубичного артиллерийского полка Белорусского военного округа. В сентябре 1939 — декабре 1940 г. — ответственный секретарь бюро ВЛКСМ 318-го гаубичного артиллерийского полка Белорусского военного округа.
Член ВКП(б) с декабря 1940 года.
С января 1941 г. — инструктор производственного обучения Запорожского областного управления трудовых резервов. В начале немецко-советской войны был эвакуирован в восточные районы СССР. В январе— октябре 1942 г. — мастер цеха № 35 завода № 252 в городе Сталинскую Новосибирской области. В октябре 1942 — октябре 1944 г. — партийный организатор ЦК ВКП(б) завода № 526 в городе Сталинскую Новосибирской области.
В октябре 1944 — ноябре 1946 г. — слушатель Высшей партийной школы при ЦК ВКП(б) в Москве.
В ноябре 1946 — декабре 1948 г. — 2-й секретарь Ворошиловского городского комитета КП(б)У Ворошиловградской области. В декабре 1948 — феврале 1951 г. — 1-й секретарь Ворошиловского (теперь — Алчевского) городского комитета КП(б)У Ворошиловградской области.
В феврале — августе 1951 г. — 2-й секретарь Ворошиловградского областного комитета КП(б)У.
23 августа 1951 — 26 сентября 1952 г. — заместитель начальника 5-го Управления Министерства государственной безопасности (МГБ) СССР в Москве.
26 сентября 1952 — 19 марта 1953 г. — начальник Управления МГБ по Днепропетровской области. В апреле 1953 уволен из органов Министерства внутренних дел, но в сентябре 1953 года восстановлен на работе.
22 сентября 1953 — 5 июня 1954 г. — начальник Управления МВД по Днепропетровской области. 5 июня 1954 — 11 февраля 1956 г. — начальник Управления КГБ по Днепропетровской области.
11 февраля 1956 — 6 мая 1961 г. — председатель КГБ при Совете Министров Киргизской ССР. В июне — октябре 1961 г. — в распоряжении Управления кадров КГБ при Совете Министров СССР.
С октября 1961 года — на пенсии в Москве.

## Звания
- полковник

## Награды
- орден Знак Почета (25.08.1971)
- медали